# Długie (powiat stargardzki)
Długie (niem. Langenhagen) – wieś w Polsce położona w województwie zachodniopomorskim, w powiecie stargardzkim, w gminie Chociwel, na Pojezierzu Ińskim, położona 6,5 km na południowy wschód od Chociwla (siedziby gminy) i 26 km na północny wschód od Stargardu (siedziby powiatu).
Pierwsi ludzie zamieszkiwali wieś już w okresie starożytności. Znaleziska archeologiczne wskazują, że na obszarze wsi żyli ludzie w okresie lateńskim, w czasach kultury jastorfskiej, tj.: od około 600 r. p.n.e., do 1 n.e.
W latach 1945-54 siedziba gminy Długie. W latach 1954–1968 wieś należała i była siedzibą władz gromady Długie, po jej zniesieniu w gromadzie Chociwel. W latach 1975–1998 miejscowość administracyjnie należała do województwa szczecińskiego. W skład sołectwa Długie wchodzi kolonia Płątkowo, leżąca około kilometra na północny wschód od wsi.

Długie jest siedzibą parafii pw. św. Anny. We wsi znajduje się jednostka Ochotniczej Straży Pożarnej oraz Filia Miejsko-Gminnej Biblioteki Publicznej w Chociwlu, działa tu także Koło Gospodyń Wiejskich.